# Teatro Oficina
El Teat(r)o Oficina Uzyna Uzona, o simplemente Teatro Oficina, es una compañía de teatro de Brasil, localizado en São Paulo en la calle Jaceguay, barrio del Bixiga.

## Historia
La compañía fue fundada en 1958 en la Facultad de Derecho de la Universidad de São Paulo por Amir Haddad, José Celso Martinez Correa y Carlos Queiroz Telles.
La actual edificación del Teatro Oficina, sede de la compañía de teatro Uzyna Uzona liderada por José Celso Martinez Corrêa, es resultado de la reforma y estructuración del antiguo Teatro Novos Comediantes. La reforma del Teatro Oficina fue proyectado por la arquitecta ítalo-brasileña Lina Bo Bardi en conjunto con Edson Elito, en 1991, e inaugurado el año 1993.
En 2015 el Teatro Oficina fue elegido por el periódico The Guardian como el mejor teatro del mundo en la categoría proyecto arquitectónico.
El Teatro Oficina reunió grandes artistas que pasaron por sus escenarios a lo largo de sus décadas de existencia, como Etty Fraser, Maria Alice Vergueiro y Leona Cavalli.
El Teatro Oficina fue sede de gran parte de la experiencia escénica internacional, que reunió de Brecht, Sartre al Living Theatre. En este lugar fue presentado, en la década de sesenta, un importante manifiesto de la cultura brasileña, el Tropicalismo, versión del movimiento antropofágico de Oswald de Andrade. Este influenció músicos, poetas y otros artistas.
En 1967 se presentó El Rey de la Vela, interpretada por otro importante integrante de esta compañía, Renato Borghi, junto con Itala Nandi y Fernando Peixoto.
Actualmente la compañía es dirigida por José Celso Martinez Corrêa.

## Arquitectura
Hubo un incendio en el Teatro Oficina, el 31 de mayo de 1966. Tras ese episodio el espacio escénico cambió. Antes era llamado de Sanduíche, un escenario, con platea de un lado y del otro. Después se organizó un escenario italiano, con una rueda giratoria grande. O Rei da Vela fue el primer espectáculo que estrenó en el nuevo espacio, donde al escenario giratorio desempeñó un gran papel en la puesta en escena. Su disposición fue transformada en la década de 1990 en un espacio pasaje, como si fuera una calle con la platea de los dos lados, en dos hileras de sillas, en pisos.
Este nuevo teatro fue catalogado por el Condephaat en 1982, y fue proyectado por la arquitecta Lina Bo Bardi, transformándolo en un teatro-pista, con pared de vidrio en uno de los lados, techo retráctil, siendo su arquitectura vencedora de la Bienal de Praga en 1999. 
Actualmente, el mayor proyecto de Zé Celso es construir un Teatro de Estadio en el Barrio del Bixiga en São Paulo, donde también estaría funcionando una escuela para los niños y habitantes del barrio, realizando el antiguo atisbo de la Ágora.
En 2017 el Grupo Silvio Santos decidió la construcción de torres en el sitio adyacente con la aprobación del IPHAN y contradiciendo la declaración de edificio protegido.